# Kenny Dorham

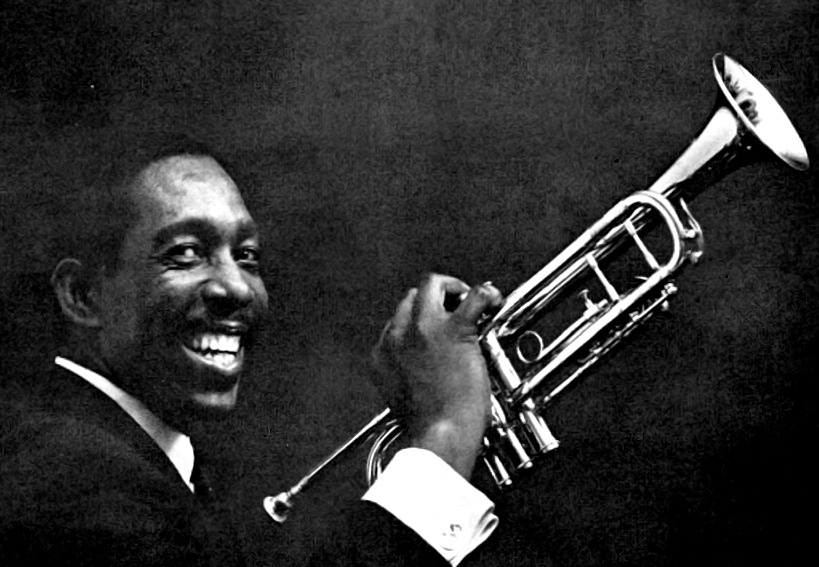
Kenny Dorham mit Trompete (1962)

Kenny Dorham, McKinley Howard Dorham (* 30. August 1924 in Fairfield, Texas; † 5. Dezember 1972 in New York City, New York) war ein US-amerikanischer Jazz-Trompeter, Sänger und Komponist.

## Werdegang

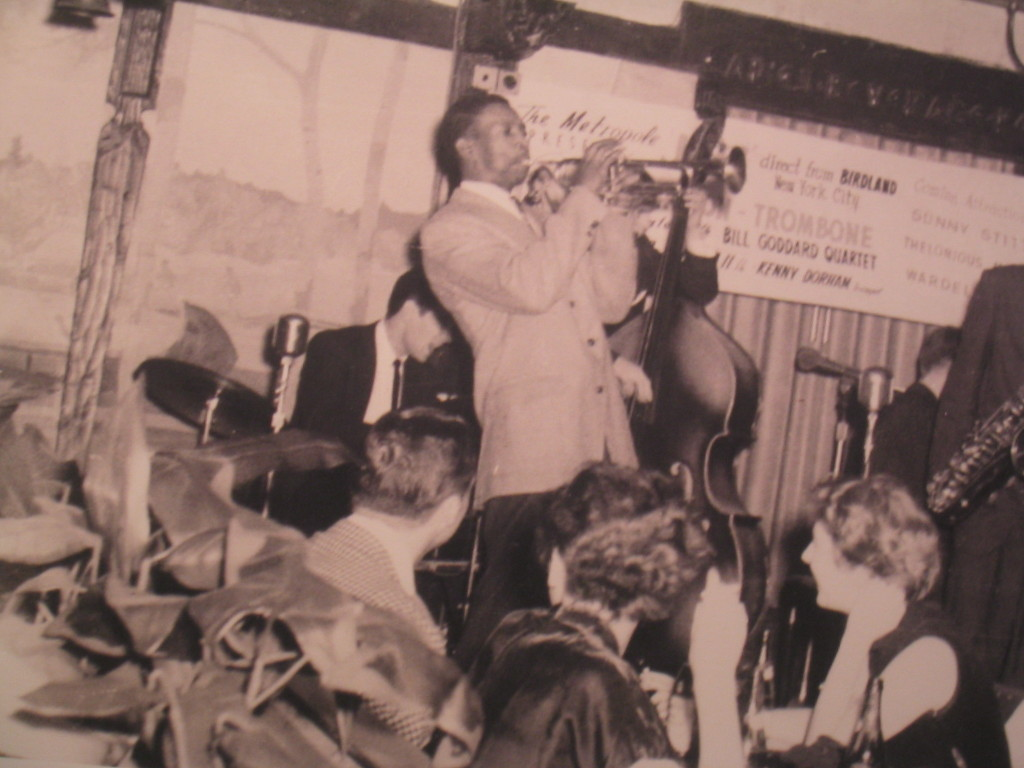
Kenny Dorham (1954)

Dorham war einer der aktivsten Bebop-Trompeter. Er spielte in den Ensembles Dizzy Gillespies und Billy Eckstines, in Kenny Clarkes Be Bop Boys, den Orchestern Lionel Hamptons und Mercer Ellingtons, dem Charlie Parker Quintett und den ursprünglichen Jazz Messengers (Horace Silver and the Jazz Messengers). Weiterhin begleitete er Thelonious Monk und Sonny Rollins und ersetzte Clifford Brown im Max Roach Quintett. In dieser Zeit wurde besonders eine Session 1958 mit Cecil Taylor und John Coltrane bekannt – zwei Musiker, die einen ziemlich unterschiedlichen Stil zu Dorham bevorzugten. Neben seiner Rolle als Begleitmusiker, leitete er aber auch eigene Gruppen wie die Jazz Prophets (benannt in Analogie zu Art Blakey Jazz Messengers). The Jazz Prophets spielten 1956 das Blue Note-Live-Album ’Round About Midnight at the Cafe Bohemia ein. Für das kleine Label Jaro entstand 1960 The Arrival mit Tommy Flanagan und Charles Davis.
Im Jahr 1963 nahm Dorham den 26-jährigen Tenorsaxophonisten Joe Henderson in seine Gruppe auf, die später das Album Una Mas einspielte (die Gruppe spielte auch mit dem jungen Tony Williams). Die Freundschaft zwischen den beiden Musikern führte zu zahlreichen weiteren Alben, etwa Hendersons Debütalbum Page One (1963), Our Thing und In ’n’ Out. Dorham spielte regelmäßig in den 1960er Jahren für Blue Note und Prestige Records, als Leader und als Begleiter Hendersons, Jackie McLeans, Cedar Waltons, Andrew Hills (Point of Departure), Milt Jacksons u. a.
Während seiner letzten Lebensjahre litt Dorham an einem Nierenleiden, an dem er starb.
Er komponierte den Jazzstandard Blue Bossa, der auf Joe Hendersons Album Page One veröffentlicht wurde.

## Stimmen von Kollegen
Der Jazzpianist Horace Silver, Bandkollege Dorhams bei den Jazz Messengers und Pianist auf dessen Album Afro-Cuban, schrieb in seiner Autobiografie:

“Kenny Dorham and Hank Mobley are two of the most underrated musicians in jazz. They were both giants. They played some slick shit when they improvised.”

„Kenny Dorham und Hank Mobley sind zwei der am meisten unterschätzten Jazz-Musiker. Sie beide waren Giganten. Wenn sie improvisierten, spielten sie echt raffiniertes Zeug.“

Miles Davis nennt Kenny Dorham in seiner Autobiografie „mein alter Freund“ und erwähnt ihn darin gleich mehrmals: „Kenny war ein höllisch guter Trompeter, mit einem fantastischen Stil. Ich mochte seinen Klang und seine Phrasierung. Und er war wirklich kreativ und fantasievoll, ein Künstler auf seinem Horn. Kenny fand nie die Beachtung, die er verdient hätte.“

## Ehrungen
Das Musikmagazin Rolling Stone wählte sein Album Quiet Kenny von 1959 in die Liste Die 100 besten Jazz-Alben auf Platz 95.

## Diskografie (Auswahl)

### Bandleader
- 1953: Kenny Dorham Quintet (Debut, 1954)
- 1955: Afro-Cuban (Blue Note, 1957)
- 1956: Round About Midnight at the Cafe Bohemia (Blue Note, 1957)
- 1958: This Is the Moment! Kenny Dorham Sings and Plays (Riverside)
- 1959: Quiet Kenny (New Jazz, 1960)
- 1963: Una Mas (Blue Note, 1964)
- 1964: Trompeta Toccata (Blue Note, 1965)
- 1964: Swedish Session 1964 (Dragon, 2019)
- 1967: Blue Bossa in the Bronx: Live from the Blue Morocco (Resonance Records, 2025)

### Begleitmusiker
mit Lou Donaldson
- Quartet/Quintet/Sextet (Blue Note, 1954; 1957)

mit Horace Silver
- Horace Silver and the Jazz Messengers (Blue Note 1954/55; 1956)

mit Art Blakey & The Jazz Messengers
- At the Cafe Bohemia, Vol. 1 & 2 (1955; 1956)

mit Hank Mobley
- Mobley’s 2nd Message (Blue Note, 1956; 1957)
- Curtain Call (Blue Note, 1957; 1984)

mit Rocky Boyd
- Ease It (Jazzland, 1961)

mit Joe Henderson
- Page One (Blue Note, 1963)

## Filmografie
- Gefährliche Liebschaften – Les Liaisons dangereuses 1960. Regie: Roger Vadim (Frankreich, Italien 1959).

## Lexikalischer Eintrag
- Ian Carr, Brian Priestley, Digby Fairweather (Hrsg.): Rough Guide Jazz. 1995, ISBN 1-85828-137-7.
- Richard Cook, Brian Morton: The Penguin Guide of Jazz on CD. 6. Auflage. Penguin, London 2002, ISBN 0-14-051521-6.
- Leonard Feather, Ira Gitler: The Biographical Encyclopedia of Jazz. Oxford University Press, New York 1999, ISBN 0-19-532000-X.